# Молодёжная культура

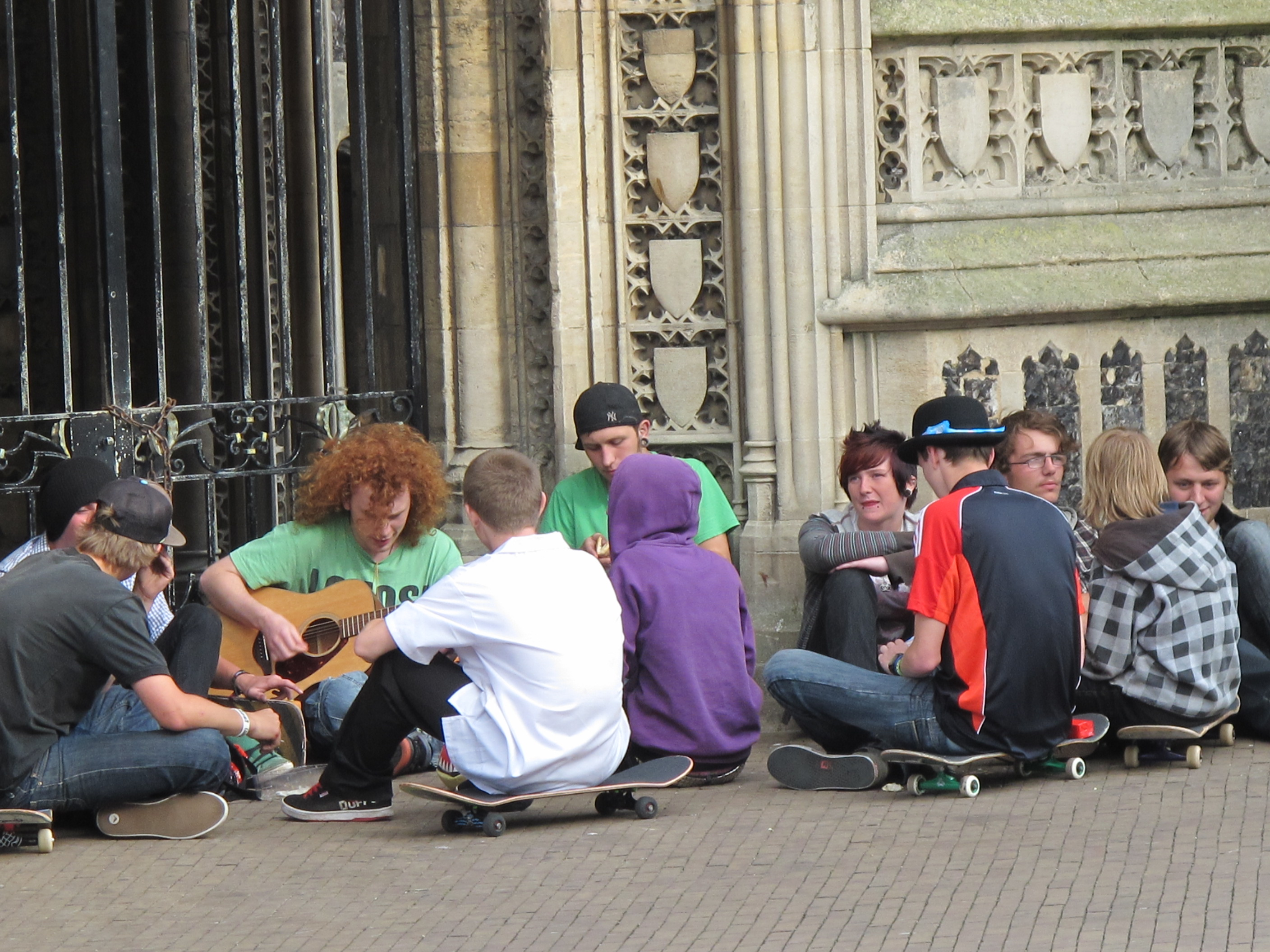
Скейтбордисты в Норидже (Великобритания)

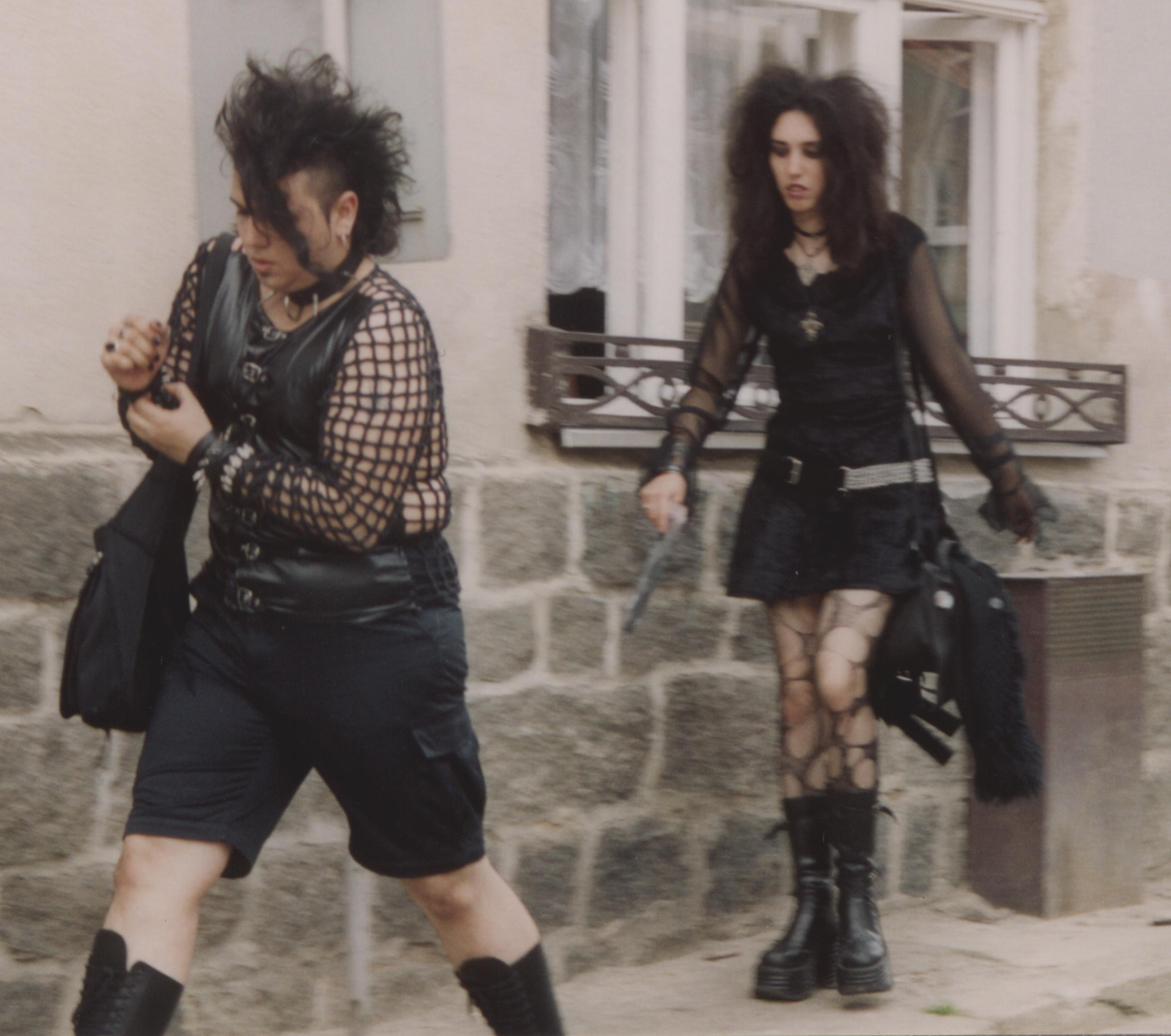
Готы на фестивале Castle Party (Польша), 2003 год

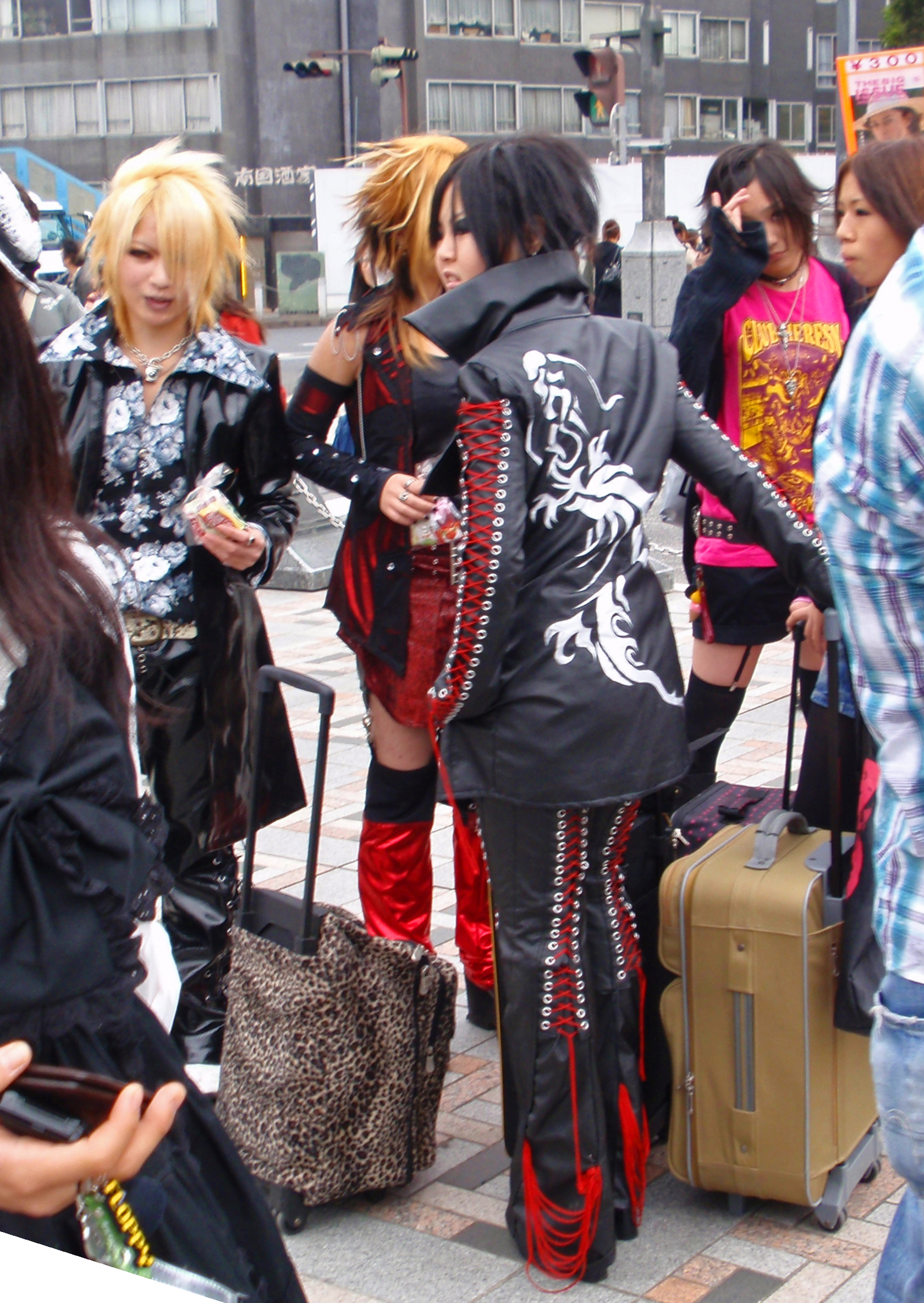
Фанаты Visual kei в Харадзюку (Токио, Япония)

Молодёжная культура — социальные нормы, принятые в среде молодёжи, которые отличаются от тех, что приняты более старшими поколениями. Молодёжная культура часто имеет нарочито демонстративный, протестный характер.
Американский социолог Толкот Парсонс писал, что молодёжь обеспечивает сохранность общественной системы посредством вхождения в неё через социализацию, усваивая опыт старшего поколения, при этом при переходе от детства к взрослости важную социализирующую функцию выполняет «группа ровесников» («peer group»). Социолог Ш. Эйзенштадт писал, что в обществе наблюдается структурный разрыв между семьёй, в которой воспитываются дети, и социально-экономической системой, в которой они должны найти своё место. Поскольку семья не может дать молодому человеку необходимой общественной ориентации, то он находит её в группе ровесников.
В том или ином обществе нет единой молодёжной культуры, а существуют различные молодёжные субкультуры. По мнению британских социологов У. Эдвардса, Р. Окли, С. Керри, они чётко дифференцируются по социальным классам на:
- «прошкольные» субкультуры подростков из семей среднего класса, которые ориентированы на учёбу и конформное существование;
- «уличные» субкультуры подростков из семей рабочего класса, разделяющих ценности маскулинности;
- «антишкольные» субкультуры подростков из низших социальных слоёв, прогуливающих занятия в учебных заведениях, чтобы провести время в кафе, пивных барах и т.п.[2]

Также молодёжные субкультуры делят на те, которые активизируются при улучшении условий жизни какой-либо социальной группы (повышение доходов, образовательного или культурного уровней и т.д.) — субкультуры «изобилия» (тедди-бойз в Великобритании, американские яппи) и на те, которые  связаны с ухудшением социально-экономического положения — субкультуры кризиса (моды, панки, скинхеды).
Классовый подход к молодёжной культуре американские и британские социологи применяли с 1960-х годов, что связано с молодёжными протестами этого периода, после которых последовал экономический кризис начала 1970-х годов, серьезно повлиявший на эволюцию молодежных культур на Западе. 
Но классовый подход к молодёжной культуре не является единственным. В 1970-е годы начался использоваться также гендерный подход к ней — ведь у девушек существует своя субкультурная жизнь, имеющая специфические отличия от жизни парней. Также применялся и расовый подход, так как жизнь и ценности чернокожей и латиноамериканской молодёжи в США во многом отличаются от жизни и ценностей «белой» молодёжи.
Многие исследователи отмечают, что к концу XX века молодёжная культура оказала значительное влияние на западное общество, ценности которого стали во многом глобальными. Поп-культура, которая раньше была ориентирована преимущественно на молодых, стала достоянием всех возрастов. Стал общераспространённым культ детскости и молодости, формируя общество, «отказывающееся взрослеть», желающее получать удовольствие «здесь и сейчас». На молодёжь во многом ориентирована реклама самых разных товаров и услуг. Более того, молодежные образы чувственности, сексуальности, утонченности и беззаботности используются рекламой для того, чтобы продавать товары, в реальности ничего общего с молодежной культурой не имеющие. Компьютерные игры, изначально ориентированные на подростков, сейчас весьма популярны и среди достаточно взрослых людей. Благодаря интернету молодежные субкультуры во многом переместились с улиц в дома. 